# Francesco Maria Casini
Francesco Maria Casini (Arezzo, 11 novembre 1648 – Roma, 14 febbraio 1719) è stato un cardinale italiano.

## Biografia
Francesco Maria Casini nacque ad Arezzo l'11 novembre 1648, membro di una nobile famiglia cittadina locale.
Intrapresi gli studi ecclesiastici, entrò nell'Ordine dei frati minori cappuccini nel convento di Cortona nel 1662, ottenendo in seguito gli ordini sacri. Durante gli anni del suo sacerdozio, venne inviato sovente in Italia e Francia ove venne apprezzato nello specifico per la sua attività oratoria e per la bellezza dei suoi sermoni.
Divenuto professore di Teologia, divenne procuratore generale del suo ordine e predicatore ordinario di Sua Santità nel 1698. Nominato predicatore del Palazzo Apostolico durante il pontificato di Innocenzo XII, portò i conforti a quest'ultimo papa quando questi si trovava in punto di morte.
Creato cardinale per la sua pia opera dal successore al soglio pontificio, venne proclamato il 18 maggio 1712 e l'11 luglio di quello stesso anno ottenne la porpora ed il titolo cardinalizio di Santa Prisca.
Morì a Roma il 14 febbraio 1719, nella camera da letto del suo palazzo romano, presso la chiesa dei Santi Angeli Custodi. La sua salma venne esposta nella chiesa dei cappuccini della Santissima Concezione di Roma, ove ebbero luogo i funerali il 17 febbraio di quello stesso anno. Venne sepolto in questa medesima chiesa.